# Dietrich Westhoff
Dietrich Westhoff (* 1509 in Dortmund; † 1551) war ein Dortmunder Chronist.
Westhoff war zunächst Schmied, bildete sich aber weiter. 1543 übernahm er das Amt des Gerichtsschreibers. Ab 1548 verfasste er eine Dortmunder Stadtchronik für den Zeitraum von 750 bis 1550. Auf diese Chronik griffen spätere Dortmunder Chronisten wie Detmar Mülher zurück. Er erlag 1551 der Pest.